# السريج (حزم العدين)

تعديل مصدري - تعديل

السريج محلة تابعة لقرية الاجراف، التابعة لعزلة حقين بمديرية حزم العدين إحدى مديريات محافظة إب في الجمهورية اليمنية، بلغ تعداد سكانها 77 حسب تعداد اليمن لعام 2004.